# Paul Steinle
Pour les articles homonymes, voir Steinle.
Paul Steinle est un dirigeant d'entreprise américain, qui fut en particulier président, pendant deux ans, de 1988 à 1990, de l'United Press International.

## Biographie
Né en 1939, il rejoint la direction d'UPI en 1983 après avoir été président du Financial News Network et sa filiale, "Data Broadcasting". Devenu président, il doit opérer une sévère restructuration. Le 29 avril 1988, il envoie un mémo au personnel soulignant que le groupe a perdu 18 millions de dollars en deux ans et continue à en perdre deux millions par mois, avec le risque d'un liquidation dans les mois qui viennent alors qu'elle emploie encore 800 journalistes. En 1990, à l'âge de 51 ans, il doit quitter le groupe pour fonder sa propre société de production, Steinle Communications.